# Léon Conill
Joseph, Emile, Louis dit Léon Conill, né le 6 septembre 1872 à Banyuls-sur-Mer et mort le 21 août 1944 à Vernet-les-Bains, est un instituteur, botaniste et naturaliste français.

## Biographie
Elève de l'École normale de Perpignan de 1890 à 1893, Léon Conill occupe plusieurs postes d'instituteurs dans les Pyrénées-Orientales avant d'être directeur d'école à Toreilles en 1912 jusqu'à sa retraite en 1928. Il est initié à la botanique par Justin Castanier, alors directeur de l'école de Sorède. Il arpente le département et sa flore suivant ses affectations notamment le pic du Canigou après son installation à Vernet-les-Bains. Il est l'auteur de près de 80 publications et d'herbiers, fruit de ses récoltes et de ses observations faites sur le terrain. Il collabore à plusieurs herborisations pour la Société agricole, scientifique et littéraire des Pyrénées-Orientales et pour des institutions hors du département, en France ou en Catalogne.

## Œuvres
- « Aperçu de la flore de Sournia (Pyrénées-orientales) : essai de géographie botanique », Société agricole, scientifique et littéraire des Pyrénées-orientales, vol. 50,‎ 1909 (lire en ligne).

- Botanique catalane pratique, Perpignan, Imp. J. Comet, 1910, VIII-382 p..

- France. Comité interministériel des plantes médicinales et à essences. Comité de Montpellier, Charles Flahault et Léon Conill, Plantes médicinales des Pyrénées-Orientales : plantes à récolter plantes à cultiver, Montpellier, Imprimerie Roumégous & Déhan, 1920, 75 p. (lire en ligne).

- Histoire de Toreilles, Perpignan, imprimerie de l'Indépendant, 1926, 107 p..

- Observations sur la flore des Pyrénées-Orientales, Paris, P. Lechevallier, 1932-1935-1938-1941.

- Botanique catalane pratique (2e édition), Perpignan, Imp. Louis Comet, 1938, 418 p. (lire en ligne).

- « Notes botaniques et géologiques sur un vallon du territoire de Néfiach (Pyr.-Or.) », Société agricole, scientifique et littéraire des Pyrénées-orientales, vol. LX,‎ 1938.